# Elvira Kastiljska, kraljica Sicilije
Elvira Sicilska (ili Kastiljska) (oko 1100. – 1135.) bila je prva kraljica Sicilije, kći Alfonsa VI. Hrabrog i supruga kralja Rogera II. Sicilskog. Njezina se majka zvala Izabela.
Rogerova i Elvirina djeca:
- Roger III. Apulijski[3]
- Tankred Barijski
- Alfons Capujski
- kći
- Vilim I., kralj Sicilije[4]
- Henrik

Elvirina se sestra zvala Sanča, a bila je žena Rodriga Gonzáleza de Lare.